# أنطونيو فاسينا
أنطونيو فاسينا (بالإيطالية: Antonio Fassina) مواليد 26 يونيو 1945، هو سائق راليات إيطالي سابق بدأ مسيرته في سنة 1976. كان أول رالي له هو رالي سانريمو 1976. تنافس في بطولة العالم للراليات. فاز بـ سباق رالي واحد. صعد على المنصة 3 مرات خلال مسيرته.

## فرق مثلها
- لانشيا
- أوبل

## روابط خارجية
- أنطونيو فاسينا على موقع eWRC-results.com (الإنجليزية)